# Palu (Indonésie)
Pour les articles homonymes, voir PALU.
Palu est une des villes d'Indonésie dans l'île de Célèbes, située à l'embouchure de la rivière du même nom. Elle a le statut de kota.
C'est la capitale de la province de Sulawesi central. Sa  population est d'environ 360 000 habitants.

## Le séisme de 2018 à Célèbes
Le 28 septembre 2018, un séisme situé à Célèbes suivi d'un tsunami provoque la mort d'au moins 1763 personnes et 580 blessés [réf. nécessaire], principalement à Palu,, tandis que 5 000 personnes sont portées disparues.

## Armée
Le 5 avril 2013, la marine indonésienne a inauguré la nouvelle base navale de Palu destinée à accueillir des sous-marins. Pour Zachary Keck de The Diplomat, l'emplacement a une valeur stratégique. Palu est située sur le détroit de Makassar. Sa baie étroite et d'une profondeur de 400 mètres en font un abri sûr pour des sous-marins. Elle possède un accès facile à la mer de Célèbes, où l'Indonésie a un différend avec la Malaisie à propos du secteur d'Ambalat, non loin des îles malaisiennes de Ligitan et Sipadan, que la Cour internationale de justice de La Haye a finalement attribuées à la Malaisie en 2002. Cette décision a poussé l'Indonésie à défendre ses intérêts à Ambalat, qu'on estime détenir d'importantes réserves de pétrole et de gaz. De son côté, la Malaisie possède une base abritant des sous-marins de la classe Scorpene à Sepanggar près de Kota Kinabalu, la capitale de l'Etat de Sabah.

## Personnalités
- Nova Riyanti Yusuf (1977) : femme de lettres et femme politique indonésienne, née à Palu.

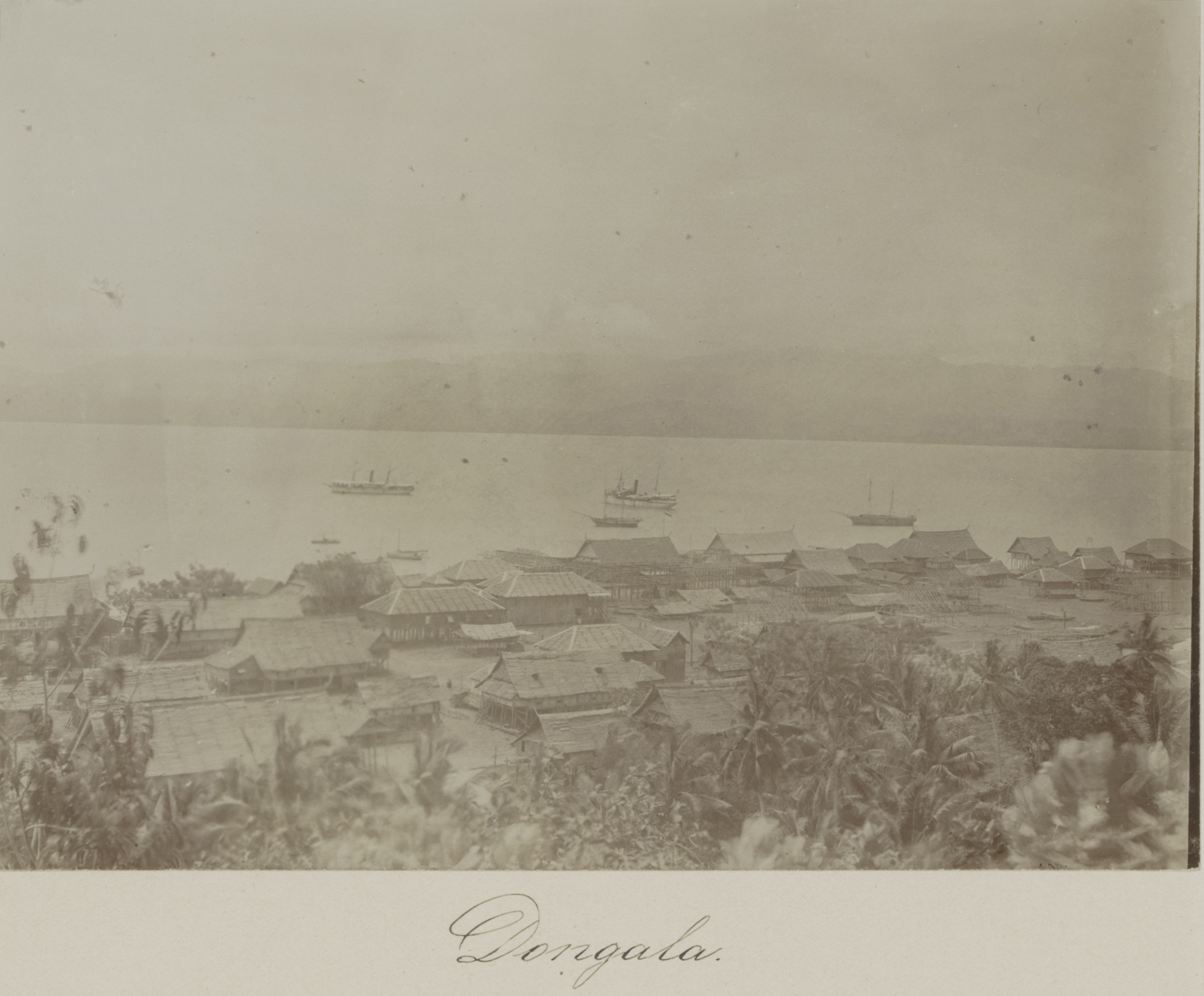
La baie de Palu vers 1900
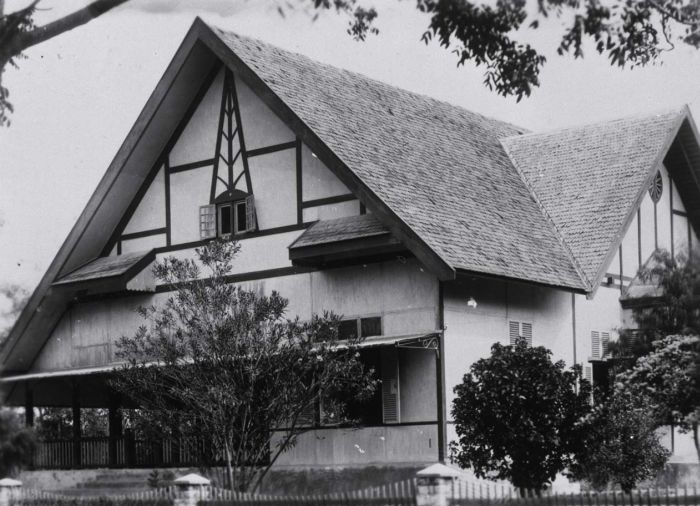
Maison du contrôleur de Palu à l'époque des Indes néerlandaises (1930-1936)
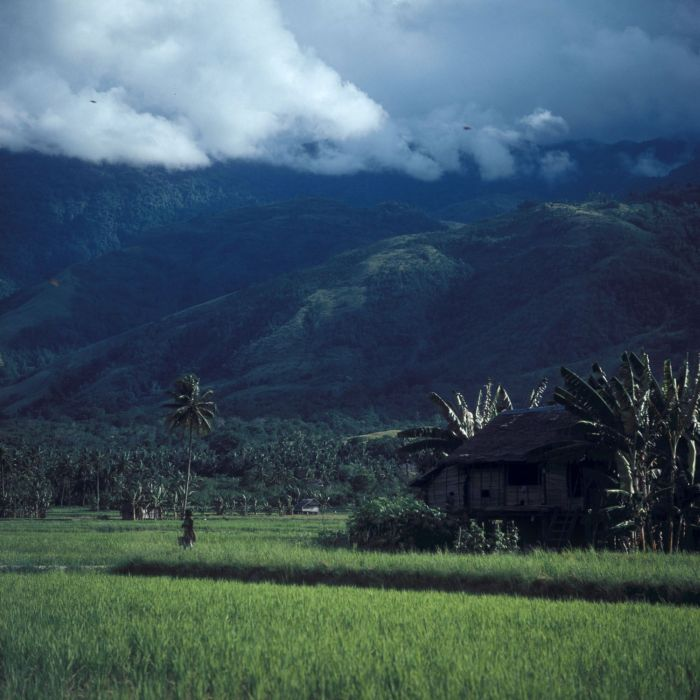
La campagne alentour de Palu en 1980